# Pachavita
Pachavita es un municipio colombiano situado en la Provincia de Neira, en el Departamento de Boyacá. Cuenta actualmente con 2968 hab y dista 76 km de la ciudad de Tunja la capital del departamento.

## Toponimia

### Origen lingüístico[3]
- Familia lingüística: Chibcha
- Lengua: Se desconoce.

### Significado
Se desconoce hasta el momento. Se requiere de mayor investigación en el área toponímica.

### Origen / Motivación
Se desconoce hasta el momento. Se requiere de mayor investigación en el área toponímica.

## Historia
Antes de la llegada de los españoles Pachavita estaba poblada por los chibchas. En 1536 incursionaron en el departamento de Boyacá las tropas españolas comandadas por Gonzalo Jiménez de Quesada. Al año siguiente, el 24 de junio de 1537, pasaron por territorio de Pachavita saliendo desde Turmequé hacia Tenza y Garagoa, dirigiéndose hacia Somondoco, donde se les había informado de la existencia de esmeraldas. El primer alcalde pedáneo, Francisco Antonio Ramírez, fue nombrado en diciembre de 1793. El poblado fue erigido como parroquia en 1796. Gracias a documentos de la Biblioteca Nacional y notarías municipales, el municipio tiende su historia hacia los resguardos indígenas de Tenza y Garagoa que hacia mediados del siglo XIX fueron divididos y de los cuales muchos de sus habitantes se trasladaron o pasaron a formar parte del nuevo municipio de Pachavita, allí, el factor indígena y mestizo de las gentes del pueblo en la actualidad es aclarado con estas muestras históricas, así mismo gracias al sociólogo Orlando Fals Borda en uno de sus textos como lo es El Hombre y la Tierra en Boyacá, es que este municipio figura en diversos estudios sociológicos y antropológicos sobre el Valle de Tenza y sus pobladores.
Durante los años cincuenta, sesenta y setenta, lingüistas, antropólogos y diversos investigadores de la comisión que conformaba el Atlas Lingüístico Etnográfico de Colombia (ALEC) , pasaron y anduvieron por veredas y el casco urbano del municipio recolectando datos sobre nomenclaturas, medicinas tradicionales, prácticas artesanales y demás datos sobre el municipio pero es especial sobre su población rural y campesina mestiza. Gracias a estos estudios que conforman parte de la historia bibliográfica y social del municipio y que son poco conocidos, se logra entender por ejemplo hallazgos de más de 100 palabras, verbos, sinónimos, fitónimos o zoónimos provenientes de la lengua Muysca o Muysc cubun, que hoy en día prevalecen en las gentes del pueblo y en el vivir de los campesinos, descubrimientos de varios entierros arqueológicos en diversas veredas del municipio con un alto valor cultural indígena, y diversas prácticas y creencias, como la fabricación de instrumentos conocidos como chiflos, chimborrios, etc y la difusión de leyendas como las brujas o los cucacuyes, en parte dando un sentido de profundo interés cultural a un municipio pasado por alto en la memoria nacional, pero que por desgracia son cada vez menos difundidos por falta de memoria cultural y la muerte de los sabedores de aquellos conocimientos tan vitales en la memoria de este municipio y la región.
La historia del municipio posee poca literatura en textos o en los pocos que es posible encontrar en referencia a Pachavita, sin embargo, radica en los ancianos y adultos mayores de las muchísimas familias del pueblo, en sus experiencias de vida y en la conciencia cultural compartida de estas formas de comunidad como lo son las familias , es posible a través de la indagación y el compartir con cada una de ellas , ligar desde la historia de los antepasados con el territorio y las prácticas allí presentes , así como diversas anotaciones importantes para constituir la memoria del pueblo no solo pachavitense sino valletenzano.

## Geografía
El municipio de Pachavita se encuentra localizado al sur occidente del departamento de Boyacá, en la provincia de Neira, sobre la cordillera Oriental, su cabecera municipal se encuentra a una altitud de 1985 m s. n. m. La extensión aproximada es de 68 km².
Límites
Limita por el nororiente con el municipio de Chinavita, al suroriente con Garagoa, al noroccidente con Úmbita y al suroccidente con los municipios de Tenza y La Capilla.  
Posee nueve (9) veredas: Aguaquiña, Suaquira, Sacaneca, Guacal, Pie de Peña, Llano Grande, Buenavista, Centro y Hato Grande.

## Economía
La base de la economía municipal es la agricultura con el predominan los minifundios. Las otras actividades son la ganadería y la minería artesanal. Existen otras actividades productivas como la industria artesanal de lácteos, artesanías y el comercio, sin embargo es dramático encontrar que tradiciones relacionadas con la artesanía del tejido y manufactura de bejucos , cañas y fiques están en desaparición casi irremediable ante la falta de interés de las familias por aprender estos saberes ya que son de poco interés económico o porque las familias migran a las ciudades o a pueblos cercanos , llevando consigo aquellos saberes que solo resultan un pequeño reducto que disminuye con rapidez en el municipio , he ahí una importante parte cultural y social del municipio que es importante rescatar y promover no como fuente de turismo sino como fuente de cultura y de tradición familiar en cada familia pachavitense.
La ganadería es de doble propósito (leche y carne) y es la actividad que demanda un mayor uso del suelo., la agricultura cuenta con cultivos transitorios y permanentes y es la actividad que ocupa la mayor de demanda de mano de obra. La minería tiene un potencial de explotación de carbón y de sal. Existe una pequeña industria artesanal para el procesamiento de leche y la obtención de sus productos. 
Actualmente en las veredas circundantes al municipio de Pachavita , se cultiva el fríjol y el tomate , además de grandes cargas de pepino verde y algunas cantidades menores de café.
Las economías del municipio están basadas en el minifundio , más que en las grandes concentraciones de tierra , por ello que campesinos numerosos posean pequeñas parcelas de tierra heredadas por sus padres o compradas con su esfuerzo , el hecho radica en una economía basada en la producción de recursos por medio de campesinos que ven en esto , la razón de subsistencia , no dando por ello , fin a diversas problemáticas sobre el uso de la tierra , el cuidado a los bosques nativos y la racionalización del saber de la tierra.

## Turismo
Los sitios turísticos del municipio son los siguientes:
- Aguas termales de Platanillal.
- Aguas termales “Aguas calientes”
- Alto del Carvajal.
- Alto de la Cruz.
- La Frontera de Guacal.
- La capilla de Suaquira.
- Laguna Negra en Pie de Peña.
- Museo arqueológico e histórico.
- Pozo de los Indios.
- Puente Cuadras.
- Puente Ospina.
- Parque natural ¨El Sinaí¨.
- Sendero y bosque de ¨Palobarba¨ en Aguaquiña.

## Personajes
- Siervo Mora Monroy, lingüista.
- Ángel Humberto Rojas, senador.
- Joselín Huertas, músico y compositor.
- Víctor M. Leguizamón, ciclista.
- Jesús Sanabria, ciclista.
- Luis Pérez, ciclista.
- Luis de Jesús Huertas Amaya, sacerdote.
- Eduardo Vela Medina, sacerdote
- José Luis Huertas, primer alcalde electo por voto popular.
- Josue Vela Medina, alcalde 1998-2000.
- Eduardo Gamba Sarmiento.
- Fabio Ernesto Huertas Leguizamón, alcalde 2012-2015.
- Manuel Gómez Aguaquiña, lingüista, profesore, investigadore y escritore.
- Jaime Leguizamón Merchán, historiador y docente.